# اسدآباد (همدان)
شهر اسدآباد مرکز شهرستان اسدآباد در استان همدان در غرب ایران است. این شهر در فاصله ۵۳ کیلومتری غرب همدان،  ۳۶۷ کیلومتری جنوب غربی تهران، و در محور ارتباطی استان کرمانشاه واقع شده است.
شهر اسدآباد از سطح دریا ۱۶۰۷ متر ارتفاع دارد و در سال ۱۳۹۵ ، شهرستان اسدآباد ۱۳۲،۵۳۴ نفر جمعیت داشته است. مردم این دیار، اکثراً مسلمان (شیعه مذهب) هستند و در مواردی هم، در بعضی روستاها اهل حق (یارسان) وجود دارد.

## پیشینه
منطقهٔ کنونی اسدآباد در دوره‌های سلجوقی تا پایان قاجار (حدودا ۷۰۰ سال) به نام دشت افشار مشهور بوده‌است که به دلیل مهاجرت ترکان افشار در دوران سلجوقیان تا زمان نادر شاه افشار شکل گرفت. دلیل این مهاجرت افشارها به دشت افشار، به خاطر موقعیت ویژهٔ دشت اسدآباد جهت مقابله با هجوم دشمنان علل الخصوص حملهٔ اعراب به کشور بوده است. با این توضیح که افشارها جنگجوترین قوم از اقوام ۲۴ گانه ترکان اغوز بودند و شاهان ترک، افشارها را در مناطق بااهمیت کشور از نظر نظامی سکنی می‌دادند. البته این موضوع در مورد افشارهای خوزستان و افشارهای کهگیلویه و همچنین افشارهای فارس و کرمان و خراسان هم صادق است. شهر کنونی اسدآباد به نام روستای قدیم اسدآباد است که در دورهٔ پهلوی دوم به شهر تبدیل شد و با مهاجرت از روستاهای اطراف به اسدآباد، شهر توسعه پیدا کرد.
آدراپانا که نام شهر باستانی واقع در منطقه اسدآباد است و لزوماً در محدودهٔ شهر کنونی اسدآباد واقع نبوده و بنا بر بعضی از شواهد در منطقه ای بین شهر کنونی اسدآباد و شهر پالیز (روستای جنت آباد) واقع بوده‌است. چرا که مردم جنت آباد راه قدیم بین باغات جنت آباد و بهشت زهرا اسدآباد را《پانا گدان》می‌نامند که به زبان ترکی به معنای《 راهی است که به پانا می‌رود》 می‌نامند و پانا بخش دوم نام آدراپانا است.
اسدآباد در تاریخ از موقعیت ویژه‌ای برخوردار بوده چرا که از کتیبه‌ها و سنگ نوشته‌هایی که‌از دوران مختلف در این شهرستان دیده می‌شود؛ می‌توان از اهمیت اسدآباد مطلع شد. در دوران حکومت صفویان، پادشاهان صفوی نگاه ویژه‌ای به اسدآباد هم به دلیل قدمت و هم به دلیل موقعیت مناسب جغرافیایی آن داشتند.

## مردم
اسدآباد، شهری است در غرب استان همدان. شاید اسدآباد به لحاظ ترکیب جمعیتی در ایران کم‌نظیر باشد. رزم آرا در فرهنگ جغرافیایی ایران می‌نویسد که اهالی اسدآباد فارسی‌زبان هستند ولی با ترکی و کردی هم آشنایی دارند. در محدودهٔ این شهرستان روستاهای همجواری هستند که متعلق به دو گروه زبانی متفاوت می‌باشند. اغلب مردم شهر اسدآباد به ترتیب لری شمالی، کردی جنوبی، فارسی معیار، ترکی  است. فارسی معیار زبان رسمی ایران است که در تمامی نقاط ایران روز به روز فراگیرتر می‌شود. از دیدگاه گارنیک آساتوریان، زبان فارسیِ معیار زبان هیچ‌یک از اقوام و خرده‌فرهنگ‌های ایرانی نیست. درواقع بخشی از مردم زبان یا گویش محلی خود را فراموش کرده‌اند و به زبان معیار سخن می‌گویند. بعد از انقلاب اسلامی، مهاجرت آذری‌ها و کردها روستاهای مجاور به این شهر سرعت بیشتری گرفته، عموماً اهالی هر روستا در یکی از محله‌های حاشیه شهر و اتفاقاً در منتهی‌الیه مسیر مواصلاتی آن روستا به شهر ساکن شده‌اند. اطلس زبان‌های ایران، تصویری از پراکندگی زبانی در کشور ایران ارائه می‌کند، گونه‌های زبانی فهرست‌شده برای اسدآباد لری شمالی، کردی جنوبی، فارسی معیار، ترکی و لکی است.

## گردشگری
جاذبه‌های توریستی اسدآباد عبارتند از: کتیبه آقاجان بلاغی، حمام گلستان، بنای یادبود سیدجمال الدین اسدآبادی، مسجد سلطانی (مسجد جامع)، پل شکسته خسروآباد، روستای ملهمدره، دربند، سد نعمت‌آباد در روستای نعمت‌آباد و در همسایگی روستای امین آباد درهٔ خنداب، بهمن دره، گردنهٔ اسدآباد، پارک جنگلی، آب انبار شاه عباس، گردوی ۷۰۰ساله ترخین آباد، غار اژدها، آسیابهای ترخین آباد، روستای ترخین آباد، آسیاب‌های امین آباد که اکنون در موزه همدان قرار دارند، پیراسماعیل ترخین آباد، تالاب پیر سلیمان. دربارهٔ حمام گلستان می‌خوانیم: این حمام در محله «در کاروانسرا» واقع شده است. زمان ورود به حمام با فضایی ۶ ضلعی که سقفی گنبدی شکل دارد مواجه می‌شوید. قبل از حمام رخت کنی هشت ضلعی وجود دارد که به آن «سربینه» می‌گویند. در این حمام حوضچه‌هایی با آب سرد و گرم وجود داشته است. در بنای این حمام آجر، گچ و مرمر به کار رفته است. به احتمال زیاد ساخت این حمام به دوره صفویه بر می‌گردد.

## جمعیت
شهرستان اسدآباد ۱۰۰ هزار و ۹۰۱ نفر جمعیت دارد. براساس آمار سرشماری سال ۱۳۸۵ شهرستان اسدآباد دارای ۳۰ هزار و ۳۸۷ خانوار است که از این تعداد ۱۷ هزار و ۵۸۷ خانوار در شهرها و ۱۲ هزار و ۷۲۱ خانوار در روستاهای اسدآباد زندگی می‌کنند.
دانشگاه سیدجمال الدین اسدآبادی در این شهر واقع شده است.

## نمایندگان مجلس شورای اسلامی
نمایندگان مردم اسدآباد در مجلس شورای اسلامی به شرح ذیل می‌باشد:
دور اول: صاحب الزمانی که بر اثر تصادف فوت شدند و مابقی دوره ایشان در مجلس توسط علی آقا حمزه ای انجام شد
دور دوم: محمد باقر بهرامی
دور سوم: ذبیح‌الله صفایی
دورچهارم: محمد باقر بهرامی
دور پنجم: ذبیح‌الله صفایی
دور ششم: ذبیح‌الله صفایی
دور هفتم:محمدباقر بهرامی
دور هشتم:اکبر رنجبرزاده
دور نهم:بهروز نعمتی
دور دهم: اکبر رنجبرزاده 
دور یازدهم:کیومرث سرمدی
دوره دوازدهم : اکبر رنجبرزاده

### محلات و شهرک‌ها
بافت اصلی شهر شامل چندین محله است که عبارتند از:
محله حیدرورند (که قدیمی‌ترین محله اسدآباد می‌باشد) محله سیدان، محله میدان؛ محله اسلام‌آباد (باغات رحیم خانی)، محله بازار. محله در گاراژ، محله قلعهٔ بالا (خیابان سبزه ای‌ها)، محله سر ویر، محله محمودبیگی و محله سیامکی بعضی از این محله هاست. هنوز آثار خانه‌های قدیمی و کوچه باغ‌ها در بعضی از آن‌ها باقی و پیداست.
قدمت قدیمی‌ترین شهرک اسدآباد، به بیشتر از سه دهه می‌رسد. در سالهای گذشته و به تناسب رشد جمعیت این شهر، چند شهرک در اطراف آن ساخته شده است. شهرک شهید قندی بزرگ‌ترین و قدیمی‌ترین آنهاست. شهرک‌های فرهنگیان، شهرک سید احمد، شهرم شهرداری و شهرک شهید خزائی از دیگر شهرک‌های شهر اسدآباد هستند.
شهرستان اسدآباد به دو بخش پیرسلمان به مرکزیت آجین و مرکزی به مرکزیت اسدآباد می‌باشد.
اسدآباد زادگاه سید جمال الدین اسدآبادی است و محله ای به نام سیدان در این شهر است که احتمالاً زادگاه سید جمال الدین است و موزه ای هم به نام‌این استاد بزرگوار در ابن محله احداث شده است.

## کشاورزی
دشت افشار در اسدآباد از لحاظ کشاورزی بسیار حاصلخیز می‌باشد و انواع محصولات کشاورزی و صیفی جات در آن کشت می‌شود و می‌توان این منطقه را خود کفا دانست. دشت افشار اسدآباد محل زندگی پرنده‌ای کمیاب به نام میش مرغ یا دقداق است.

## گردشگری
در شهرستان اسدآباد بالغ بر ۱۵۱ اثر تاریخی و فرهنگی وجود دارد که ۵۸ اثر از این مجموع در فهرست آثار ملی ایران به ثبت رسیده است. که قدمت بعضی از این آثار به دوره‌های هزاره ۵ و ۶ قبل از میلاد می‌رسد. (منبع میراث فرهنگی اسدآباد)
جاذبه‌های تاریخی و گردشگری شهرستان اسدآباد
(منبع میراث فرهنگی اسدآباد)
| ردیف | عنوان جاذبه                             | نوع جاذبه       | موقعیت          |
| ۱    | ارتفاعات حفاظت شده المابولاغ            | طبیعی زیست‌محیطی | اسدآباد         |
| ۲    | گردنه و دشت زیبای اسدآباد               | طبیعی           | اسدآباد         |
| ۳    | تالاب حسن‌آباد چهاردولی (چم شور)         | طبیعی زیست‌محیطی | حسن‌آباد         |
| ۴    | تالاب وامامزاده پیرسلمان روستای لک لک   | طبیعی زیست‌محیطی | لک لک           |
| ۵    | کهریز فصلی روستای بیتروان               | طبیعی           | بیتروان         |
| ۶    | کهریز روستای چنار علیا                  | طبیعی           | چنار علیا       |
| ۷    | باغات دربند                             | طبیعی           | دربند           |
| ۸    | بوستان جنگلی                            | طبیعی           | اسدآباد         |
| ۹    | دره و روستای ویرایی                     | تاریخی- طبیعی   | ویرایی          |
| ۱۰   | دره و روستای خنداب                      | تاریخی- طبیعی   | خنداب           |
| ۱۱   | روستای هدف گردشگری ملحمدره              | تاریخی- طبیعی   | ملهمدره         |
| ۱۲   | روستای هدف گردشگری حبشی                 | تاریخی- طبیعی   | حبشی            |
| ۱۳   | آب انبار صفوی                           | تاریخی          | اسدآباد         |
| ۱۴   | حمام نیلوفر (صفوی)                      | تاریخی          | اسدآباد         |
| ۱۵   | بنای یادبود سید جمال الدین              | فرهنگی          | اسدآباد         |
| ۱۶   | موزه مردم‌شناسی اسدآباد                  | تاریخی – فرهنگی | اسدآباد         |
| ۱۷   | کتیبه آقاجان بلاغی                      | تاریخی          | اسدآباد         |
| ۱۸   | مسجد میرزا آقاجانی                      | تاریخی          | اسدآباد         |
| ۱۹   | کتیبه‌های سلطانی مسجد جامع               | تاریخی          | اسدآباد         |
| ۲۰   | پل شکسته                                | تاریخی          | خسروآباد        |
| ۲۱   | سراب حق نظر                             | طبیعی           | بیتروان و کوانج |
| ۲۲   | سراب کوانج                              | طبیعی           | کوانج           |
| ۲۳   | طبیعت دهکده تاریخی و گردشگری ترخین آباد | طبیعی           | ترخین آباد      |
| ۲۴   | درخت گردوی ۷۰۰ ساله ولیخان              | تاریخی- طبیعی   | ترخین آباد      |
| ۲۵   | آبگیر بیوک گئول                         | طبیعی           | ترخین آباد      |
| ۲۶   | زاغه‌های دستکند ترخین آباد               | تاریخی          | ترخین آباد      |
| ۲۷   | غار اژدها                               | طبیعی           | ترخین آباد      |
| ۲۸   | آسیاب‌های قدیمی ترخین آباد               | تاریخی          | ترخین آباد      |
| ۲۹   | پیراسماعیل‌های بالا و پایین              | طبیعی - تاریخی  | ترخین آباد      |
| ۳۰   | ...                                     |                 |                 |

## مراکز آموزش عالی و دانشگاه‌ها

### دانشگاه سید جمال الدین اسدآبادی
دانشگاه سید جمال الدین اسدآبادی در شهریورماه سال ۱۳۹۰ با موافقت اصولی از سوی شورای گسترش آموزش عالی با پذیرش دانشجو در مقطع کارشناسی با دو رشته تحصیلی مهندسی کامپیوتر- نرم‌افزار و مهندسی اقتصاد کشاورزی و تعداد ۶۰ دانشجو در فضاها و اماکن استیجاری شروع به فعالیت نمود که در آذر ماه همان سال با ایجاد قطعی آن موافقت گردید. اینک این دانشگاه دارای یک رشته تحصیلی در مقطع ارشد و ده رشته تحصیلی در مقطع کارشناسی با تعداد حدود ۱۲۰۰ دانشجو در سایت اصلی خود مستقر گردیده است

### دانشکده علوم پزشکی اسدآباد[۱۷]
دانشکده علوم پزشکی و خدمات بهداشتی درمانی اسدآباد یک دانشگاه علوم پزشکی می‌باشد که در سال ۱۳۹۶ در شهر اسدآباد، استان همدان تأسیس شده است. در حال حاضر ۴۳۷ دانشجو و ۱۳ استاد در این مرکز مشغول فعالیت می‌باشند. بر اساس تحلیلهای انجام شده این مرکز تاکنون ۸ مقاله علمی در نشریات و همایشهای داخلی منتشر نموده است. در سال ۱۳۹۷ پژوهشگران دانشکده علوم پزشکی و خدمات بهداشتی درمانی اسدآباد بیشترین مقالات خود را با کلیدواژه‌های «بی خطرسازی» و «پسماند عفونی» منتشر نموده‌اند.